# جی مولر
جی مولر (انگلیسی: Jaye Muller؛ زادهٔ ۲۳ دسامبر ۱۹۶۷) موسیقی‌دان، خواننده-ترانه‌سرا، تهیه‌کننده موسیقی و کارآفرین اهل آلمان است، که در سال ۱۹۹۵ شرکت ژی۲ گلوبال را تأسیس کرد.